# Liste der Herrscher namens Bogislaw
Bogislaw hießen folgende Herrscher in Pommern:
- Bogislaw I., Herzog von Pommern (1156–1187)
- Bogislaw II., Herzog von Pommern (1187–1220)
- Bogislaw III., Fürst von Schlawe-Stolp († nach 1200)
- Bogislaw IV., Herzog von Pommern (1278–1309)
- Bogislaw V., Herzog von Pommern-Wolgast (1326–1368)
- Bogislaw VI., Herzog von Pommern-Wolgast (1368–1393)
- Bogislaw VII., Herzog von Pommern-Stettin (1372–1404)
- Bogislaw VIII., Herzog von Pommern (1395–1418)
- Bogislaw IX., Herzog von Pommern-Wolgast-Stolp-Stargard (1418–1446)
- Bogislaw X., Herzog von Pommern (1478–1523)
- Bogislaw XIII., Herzog von Pommern (1567–1606)
- Bogislaw XIV., Herzog von Pommern (1625–1637)

- Bogislaw von Schlawe, Fürst von Schlawe-Stolp im 12. Jahrhundert